# Sea Islands

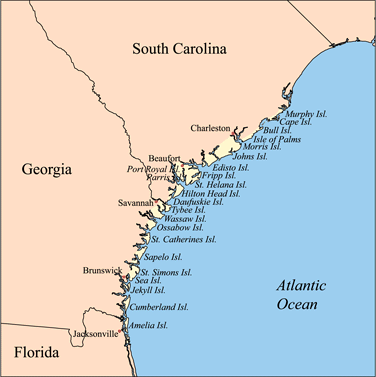
Carte des Sea Islands.

Les Sea Islands sont une série d'îles barrières de la côte atlantique des États-Unis ponctuant le littoral de la Caroline du Sud, de la Géorgie ainsi que du nord-est de la Floride. Plus de cent au total, elles se distinguent notamment par leur héritage gullah et le développement rapide, de nos jours, de leur vocation touristique et résidentielle.

## Principales îles de l'archipel

### Caroline du Sud

#### Comté de Charleston
- Bull Island
- Cape Island
- Dewees Island (en)
- Edisto Island (en partie dans le comté de Colleton)
- Folly Island (en)
- Isle of Palms
- James Island
- Johns Island
- Kiawah Island
- Morris Island
- Seabrook Island
- Sullivan's Island
- Wadmalaw Island (en)

#### Comté de Colleton
- Bear Island (en)

#### Comté de Beaufort
- Bay Point Island
- Cane Island
- Cat Island
- Coosaw Island
- Dataw Island
- Daufuskie Island
- Distant Island
- Fripp Island
- Gibbes Island
- Harbor Island
- Île de Hilton-Head
- Horse Island
- Hunting Island (en)
- Lady's Island (en)
- Morgan Island (en)
- Parris Island
- Port Royal Island
- Pritchards Island
- Île Saint Helena
- St. Phillips Island
- Spring Island

### Géorgie

#### Comté de Chatham
- Tybee Island
- Little Tybee Island (en)
- Cockspur Island (en)
- Wilmington Island
- Talahi Island
- Whitemarsh Island
- Oatland Island
- Skidaway Island
- Isle of Hope
- Dutch Island
- Burnside Island
- Wassaw Island
- Ossabaw Island

#### Comté de Liberty
- Île Sainte Catherine (en)
- Isle of Wight
- Hampton Island

#### Comté de McIntosh
- Blackbeard Island National Wildlife Refuge (en)
- Île de Sapelo

#### Comté de Glynn(lesGolden Isles de Géorgie)
- Île de Jekyll
- Petite île de Saint-Simon
- Île de Saint-Simon
- L'île Sea Island

#### Comté de Camden
- Île de Cumberland

### Floride
- Amelia Island
- Fernandina Beach

## Histoire et Culture
Les îles de la mer de Géorgie sont saisies par l'Union en 1861, au début de la guerre de Sécession. C'est un endroit stratégique à partir duquel l'Union peut facilement bloquer les expéditions maritimes qui se dirigent vers les États confédérés. Les grands propriétaires terriens ont fui, abandonnant 10 000 anciens esclaves à leur sort. Ceux-ci font partie de ce qui est connu comme l'« expérience de Port Royal ». La gouvernance et la sécurité des îles sont confiées à des citoyens enrôlés localement, ce qui signifie que pour la première fois dans l'histoire américaine, les Afro-américains sont autorisés à se protéger.
La vie pour les Afro-Américains dans les Sea Islands, relativement isolées, de Géorgie et de Caroline du Sud, est un peu moins dure qu'ailleurs dans le Sud des États-Unis. La population blanche est clairsemée et de nombreux résidents noirs, qui comprennent des descendants d'esclaves britanniques libérés des Bahamas, travaillent comme chargeurs de bateaux ou sont des pêcheurs indépendants. Ils conservent et sont fiers de bon nombre de leurs coutumes d'origine africaine et ils parlent le gullah, une langue créole aux traits africains.
Leur religion et leur musique sont conservatrices, ils n'utilisent aucun instrument (les tambours étant interdits pendant l'esclavage), seulement des applaudissements syncopés ; et, après les offices religieux, ils pratiquent une forme extatique dérivée d'Afrique de l'Ouest, connue sous le nom de shout (« cri »). Les applaudissements polyrythmiques, les tapements de pied et les « tapotements » qui accompagnent ces activités font écho à distance aux grands orchestres de tambours et même aux tambours parlants d'Afrique, car ils applaudissent et tapotent dans des tons (ténor, baryton et basse) fabriqués en frappant les paumes des mains. Cela existe également dans d'autres endroits du Sud américain, mais nulle part sous une forme aussi concentrée qu'ici.
En 1920, la folkloriste amateur Lydia Parrish, épouse du peintre Maxfield Parrish, fonde les Spiritual Singers of Coastal Georgia « pour restaurer la dignité des spirituals ». Elle crée des centres pour encourager les habitants à maintenir vivantes leurs traditions musicales. Alan Lomax fait ses premiers travaux sur le terrain sur l'île de Saint-Simon en 1935, accompagné de Zora Neal Hurston, qui a travaillé avec Mme Parrish. Il y rencontre Bessie Jones en 1959. Bien qu'issue du continent, la chanteuse est l'héritière de cette tradition, que ce soit avec les Spiritual Singers of Coastal Georgia ou avec son groupe les Georgia Sea Island Singers.